# Manuel Nascimento Lopes
Manuel Irénio Nascimento Lopes conhecido por Manelinho é um empresário e dirigente desportivo guineense. Desde 2012 está à frente da entidade máxima do futebol guineense, a Federação de Futebol da Guiné-Bissau (FFGB), sucedendo José Medina Lobato.

## Biografia
Manuel Irénio Nascimento Lopes é empresário e deputado da Nação. Foi eleito primeira vez como o presidente da Federação de Futebol da Guiné-Bissau, em 2012. Foi reeleito para o seu segundo mandato de quatro anos, em junho de 2016. Foi presidente do Atlético Clube de Bissorã (2010/2012), onde conseguiu levar o clube nortenho a grandes momentos de glória, graças aos títulos conquistados.
Fez o seu primeiro mandato com muita agitação provocada pela demissão dos dirigentes que o apoiavam quando concorreu à presidência da federação. 
Em 2016 recebeu o prêmio do dirigente do ano pela CAF. 